# Svetopolk II. Pomorjanski
Svetopolk II. Pomorjanski (poljsko Świętopełk II Wielki, nemško Swantopolk II.), včasih tudi Svetopolk Veliki, je bil od leta 1215 do svoje smrti vojvoda Pomerelije/Gdanska in prvi iz dinastije Samboridov, * 1190−1200, † 11. januar 1266.

## Življenje
Svetopolk je bil sin pomorjanskega vojvode Mestvina I. in njegove žene Svinislave. Očeta je okoli leta 1205 veliki poljski vojvoda Vladislav III. imenoval za vojvodo vzhodnega Pomorjanskega (Pomerelija). Leta 1216 ali 1217 je veliki vojvoda Lešek I. Beli za njegovega naslednika imenoval Svetopolka. Odgovoren je bil za ozemlje okoli Gdanska, največje od štirih delov Pomerelije. Leta 1218 je izkoristil upor lokalnih vitezov proti danski oblasti in zasedel deželi Slavno in Stolp. Ko je njegov brat Varčislav umrl brez naslednikov, je Svetopolk prevzel njegovo Lubiszewo Tczewskie.
Ob očetovi smrti sta bila Svetopolkova brata Sambor in Racibor še mladoletna, zato je on prevzel skrb zanju. Ko sta odrasla, sta dobila svoj del očetove dediščine. Sambor je dobil Lubiszewo Tczewskie, Racibor pa Białogard.
Svetopolk je izkoristil razdrobljenost pjastovske Poljske za pridobitev svoje neodvisnosti. Vladislavu Odoniču je v zameno za podporo pri odstavitvi Lešeka Belega  in Henrika Bradatega iz Spodnje Šlezije obljubil krakovski prestol in Šlezijsko vojvodstvo. 23. novembra 1227 je bil na zboru pjastovskih vojvod v  Gąsawi Lešek ubit v zasedi, ki sta jo postavila Svetopolk II. in morda Vladislav Odonič. Henrik je bil težko ranjen.
V letih 1233−1234 sta se Svetopolk II. in brat Sambor skupaj s Hermanom Balkom, Konradom I. Mazovskim, Henrikom Bradatim in Vladislavom Odoničem pridružila križarski vojski. Po končani nalogi so se križarji v bitki pri reki Sorge spopadli  s poganskimi Prusi Pomezani. Križarji so jih premagali in utrdili svojo oblast v južni Prusiji.
Leta 1238 je Svetopolk osvojil vojvodstvo Pomorjansko-Šlave, katerega ozemlje je povezovalo Pomorjansko z Gdanskom, Naklom nad Notecijo in Bydgoszczem. Zasedba je sprožila vojno s Kujavijo. Brata, ki naj bi jima Svetopolk vladal dvajset let, sta ga po dvanajstih letih zavrnila in spopad je prerasel v državljansko vojno. Sambor in Racibor sta bila izgnana s svojih ozemelj in sta poiskala zatočišče in zavezništvo najprej pri sorodnikih Pjastov v Velikopoljski in kasneje pri Tevtonskem viteškem redu, krščanskem vojaškem redu, ki je vodil križarsko vojno proti poganskim Prusom. Med vitezi in Svetopolkom je prišlo tudi do tudi do gospodarskih napetosti. Posledica je bila Svetopolkovo zavezništvo s poganskimi Prusi. Svetopolk  je igral ključno vlogo v prvi pruski vstaji, ki se je začela leta 1242.
Zavezništvo med poganskimi Prusi in kristjanom Svetopolkom proti verskemu redu, ki ga je podpiral papež, je bilo nepričakovano. Svetopolk je bil pred tem znan kot zagovornik rimskokatoliške cerkve in krščanskih vrednot. Upor je sčasoma propadel in 24. novembra 1248 je bil s posredovanjem papeškega  legata podpisan mirovni sporazum. Svetopolk  je moral bratoma vrniti zasežena ozemlja, dovoliti tevtonskim vitezom prehod preko svojega  ozemlja,  prenehati zaračunavati cestnine za ladje na Visli in ustaviti vsako pomoč Prusom. Svetopolk je držal obljubo in med njihovo veliko vstajo (1260−1274) ni pomagal Prusom.
Po 46 letih vladanja je umrl v Gdansku leta 1266. Njegove dežele sta podedovala njegova sinova Mestvin II. in Vartislav II.

## Družina
Leta 1217 ali 1218 se je poročil z Eufrozino, hčerko velikopoljskega vojvode Odona Poznanjskega. Eufrozina je leta 1230 umrla. Svetopolk se je po njeni smrti   poročil z Ermengardo, hčerko schwerinskega grofa Henrika I. S svojima ženama je imel pet znanih otrok:
- Mestvina  (ok.1220–1294), vojvodo Świecie in kasneje Gdanska,
- Vartislava II.  (ok. 1237–1271), vojvodo Gdanska,
- Eufemijo (ok. 1225–1270), poročeno z rugijskim knezom Jaromarjem II.,
- Ivana (ok.  1230–1248) in
- neznano hčerko, poročeno z grofom Kevenberga.